# Ada
Ada je hrvatski naziv za riječni otok i čest toponim u sjevernoj Hrvatskoj. Riječni otoci nastaju tako što u sporijem dijelu riječnoga toka taloženjem nanosa mogu nastati i riječni sprudovi. Takvi sprudovi katkad mogu izbijati i iznad površine.
Najveći riječni otok je Marajó površine od oko 40 tisuća km2, koji se nalazi na delti rijeke Amazone. Najmanji naseljeni riječni otok je Umananda na rijeci Brahmaputri.
Najpoznatiji primjer ade u Hrvatskoj jest Šarengradska ada na Dunavu koja ima površinu od 6.7 km2 te je tako i najveća ada u Hrvatskoj.
Sam naziv ada potječe iz turskoga jezika.